# Campo Tures
Campo Tures es una localidad y comune italiana de la provincia de Bolzano, región de Trentino-Alto Adigio, con 5.189 habitantes.

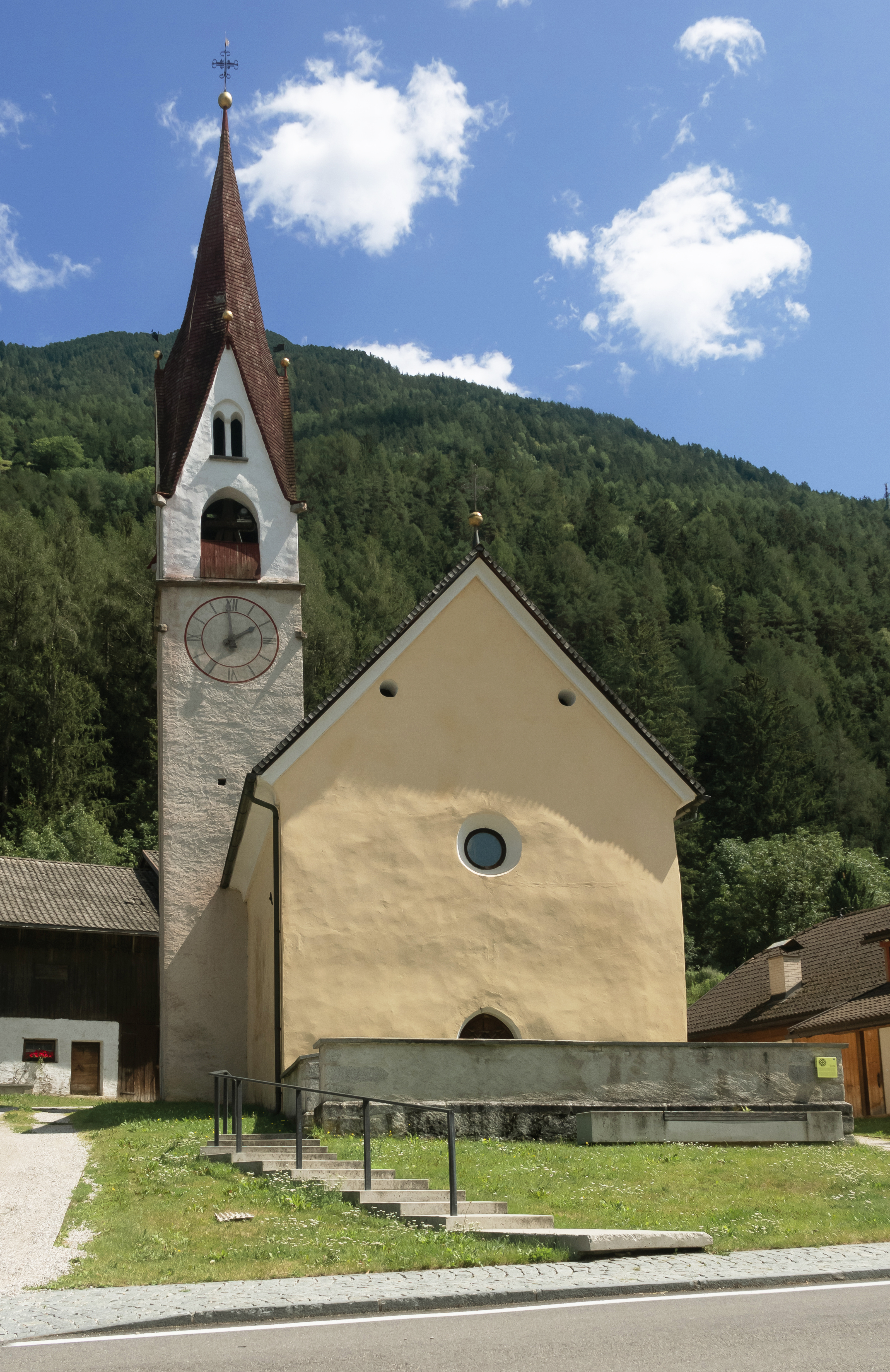
Caminata di Tures, la iglesia: Pfarrkirche Sankt Anna

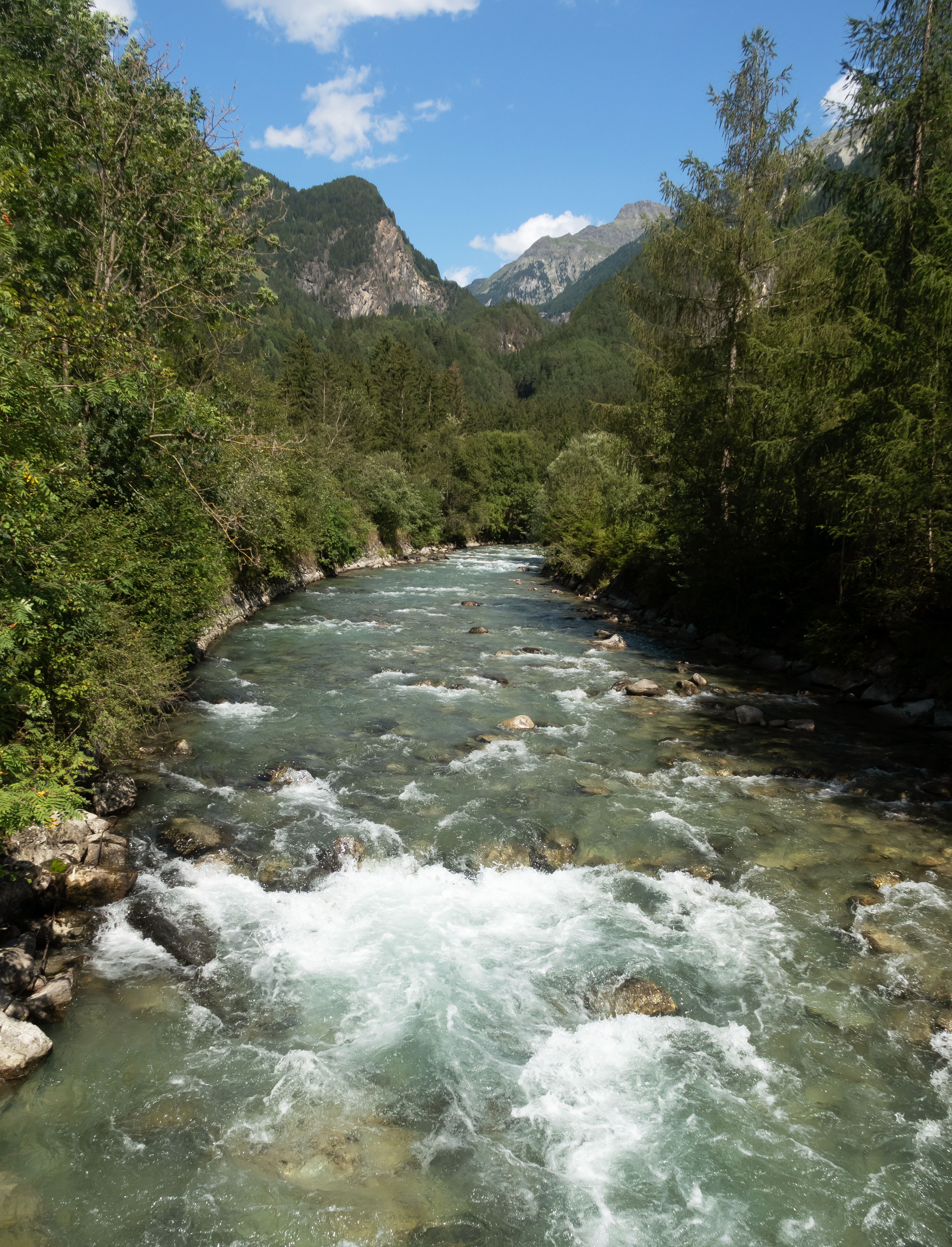
cerca Campo Tures, el Aurino

## Evolución demográfica
| Gráfica de evolución demográfica de Campo Tures entre 1861 y 2001 |
|                                                                   |
| Fuente ISTAT - elaboración gráfica de Wikipedia                   |